# Connezac
Connezac – miejscowość i gmina we Francji, w regionie Nowa Akwitania, w departamencie Dordogne.
Według danych na rok 1990 gminę zamieszkiwało 56 osób, a gęstość zaludnienia wynosiła 10 osób/km² (wśród 2290 gmin Akwitanii Connezac plasuje się na 1116. miejscu pod względem liczby ludności, natomiast pod względem powierzchni na miejscu 1387.).